# Blind Guardian
Blind Guardian (укр. Сліпий сторож) — німецький гурт, що грає в стилі павер-метал (останнім часом частіше епічний метал).
З самого початку існування Blind Guardian його учасники були під впливом фентезійних світів Джона Р. Р. Толкіна та інших авторів фентезі, наприклад, Майкла Муркока, а також традиційних легенд та епосів. Протягом усього існування групи її учасники розробили і підтримують музичні та сценічні теми, що асоціюють її членів із мандруючими бардами.

## Історія гурту
Гурт створений у Німеччині в 1987 році в такому складі: Андре Ольбріх (Andre Olbrich) — лідер-гітара, Маркус Зіпен (Marcus Siepen) — гітара, Томас Стаух (Thomas Stauch) — ударні та Ганзі Кюрш (Hansi Kürsch) — вокал і бас-гітара. На початку творчість Blind Guardian сильно нагадувала музику гурту Helloween, але згодом музиканти знайшли власне, унікальне звучання.
У 1985 році в місті Крефельд (Німеччина) Ганзі Кюрш та Андре Ольбріх створили гурт Lucifer's Heritage (Спадщина Люцифера).
У 1986 гурт записав два демо: Battalions of Fear (Батальйони жаху) та Symphonies of Doom (Симфонії долі). Пізніше того ж року до гурту приєдналися Томас Штраух та Маркус Зіпен.
У 1987 гурт уклав перший контракт із молодою незалежною компанією звукозапису No Remorse Records, а також змінив назву на Blind Guardian. На No Remorse Records вони випустили свій перший альбом, що називався «Батальйони Жаху» (Battalions of Fear, 1988), який став дуже успішним дебютом (у 1998 році цей диск був перевиданий на EMI Records). Наступний диск, Follow the Blind (виданий 1988 році та перевиданий у 1998 на EMI Records), не став популярним, стиль і звучання групи ще не сформувалися остаточно. У записі цього альбому брав участь (за бажанням директора No Remorse) Кай Хансен з Helloween.
У 1990 році вийшов «Tales From The Twilight World», який зробив гурт суперзіркою. Випустивши цей альбом, Blind Guardian перейшли на фірму грамзапису Virgin, де в 1992 році випустили один з найкращих альбомів — «Десь там далеко» (Somewhere Far Beyond, 1992). Мелодійні балади цього альбому чередувалися з досить важкими класичними металевими композиціями. Цей диск зробив гурт всесвітньо відомим.
Остаточне визнання команди сталося в 1996 році після виходу альбому «Imaginations From The Other Side». На хвилі цього альбому популярністю стали користуватися всі колишні альбоми, у тому числі й найперший — «Battalions Of Fear». У 1996 Blind Guardian видали збірник «Забуті історії» (Forgotten Tales, 1996), у який, крім старих хітів, увійшли деякі кавер-композиції: «To France» (Майкл Олдфілд), «Surfing USA» (Beach Boys), «Spread Your Wings» (Queen), «The Wizard» (Uriah Heep), «Mr. Sandman» (The Chordettes) і «Barbara Ann». The Forgotten Tales був добре прийнятий публікою та критикою й показав творчість команди трохи під іншим кутом — він містив у собі найрізноманітніші композиції — від рок-н-ролу до приголомшливих акустичних балад. У 1998 році Blind Guardian випустив альбом Nightfall In The Middle Earth. Тексти цього альбому ґрунтуються на толкінівському Сильмариліоні. Грати Blind Guardian стали ще швидше, не втрачаючи при цьому мелодійності.
Цікавий факт - наприкінці 90-их Blind Guardian вели переговори з Пітером Джексоном про можливість участі в саундтреку до кінотрилогії "Володар Перснів", проте не досягли спільного знаменника. За словами Ганзі, уся музика, написана ними до "Володаря Перснів" (у стилі симфонічної та фолкмузики) буде згодом випущена окремим альбомом. Віктор Смольський та білоруський симфонічний оркестр братимуть участь в цьому проєкті.
Тематика пісень Blind Guardian з моменту заснування і понині ґрунтується на таких книгах як «Володар перснів», «Гобіт», «Сильмариліон» Толкіна, «Дюна» Френка Герберта, «Хроніки Нарнії» Клайва Льюїса, «Дивовижний чарівник країни Оз» Френка Баума, цикл «Чорний меч» та «Рунна палиця» Майкла Муркока, «Томмінокери» Стівена Кінга, «Смерть Артура» сера Томаса Мелорі, «Іліада» та «Одіссея» Гомера, «Старий Заповіт»  та «Євангеліє», «Колесо Часу» Роберта Джордана, «Пісня Льоду та Вогню» Джорджа Р. Р. Мартіна, «Фауст» Йогана Гете.
У вересні 2006 року випущено новий альбом групи — A Twist In The Myth.
У 2008 році група записала головну тему до комп'ютерної ролевої гри Sacred 2: Fallen Angel. У Sacred 2 був вбудований секретний відеокліп за участю комп'ютерних моделей групи у фентезі-антуражі. Існує дві версії цього відео: повна доступна тільки в грі, скорочена (без другого куплета і з урізаннями з інших місць гри) вільно поширювалась Інтернетом як реклама. 
у грі творчість колективу використовувалася і в інших місцях, наприклад, на міській площі містечка Слоуфорда бард міг заспівати їх пісню. Також пісні Blind Guardian використовувалися у фільмі "In the Name of the King: A Dungeon Siege Tale".
Восени 2009 року група почала запис нового альбому "At the Edge of Time", який вийшов влітку 2010 року. В ньому група повернулася до фантастики. Вихід альбому випереджав сингл "A Voice in the Dark", на цю пісню також був знятий відеокліп.
20 січня 2012 року вийшла компіляція під назву "Memories Of A Time To Come", в якій зібрані пісні за 25 років роботи групи. Компіляція складається з трьох дисків: перші два вміщують ремікси на найвідоміші пісні (Vallhala, Bard's Song (In The Forest), Bright Eyes, And Then There Was Silence і так далі) і демо версії (A Past And The Future Secret, Battalions Of Fear, Lost In The Twilight Hall і так далі).
У цьому ж році гурт залишив басист Олівер Хольцварт, який перейшов в Rhapsody of Fire. Тоді ж, закінчивши велике турне, музиканти сказали, що беруть перерву між гастролями, і концертів не буде принаймні до осені 2014 року. Цей час вони планують присвятити напруженій студійній роботі. "Попри те, що турне - це завжди класний і незабутній досвід для кожного з нас, у подорожей такого роду є один мінус: вони заважають зосередитися на написанні пісень. Тому ми прийняли рішення зупинити гастрольний вихор і, в поті чола, зайнятися написанням нових пісень. Це займе наступні 24 місяці, а то і більше. Тому концертів не буде - принаймні, до осені 2014 року."
Альбом Beyond the Red Mirror вийшов 30 січня 2015 року. Сингл "Twilight of the Gods" побачив світ 5 грудня 2014 року.
Коли, в липні 2017 року, журналісти запитали про наступний альбом бенду, Кюрш заявив, "Ми не досягли занадто великого успіху в написанні матеріалу для наступного альбому, проте ми зробили деякі, хоч і маленькі, кроки в цьому напрямку, і насправді я бачу сильний прогрес в порівнянні з тим, що ми зробили з останнім альбомом. Є одна пісня під назвою "Architect of Doom", котра є власне дуже потужною, важкою та трешевою в певних місцях. Також є ще одна пісня під назвою "American Goth", котра є такою яку б від нас очікували фанати - ми залишили потужні барабанні партії, ми залишили оркестральну частину, і так, знову ж таки, з оркестром ця пісня звучить зовсім інакше. Я майже впевнений, що ви побачите суттєві зміни, коли, перед цим, прослухаєте два попередні альбоми, з цієї перспективи, впевнено можу сказати, так, "Live Beyond the Spheres" - це кінець епохи. Він також заявив, що гурт працює над оркестровим альбом, котрий, спочатку, планували закінчити та випустити у 2016 році, проте тепер той вийде у світ у 2019 році, після чого, десь у 2020 році, має вийти «важкий альбом».

## Музичний стиль
За словами критиків, музика Blind Guardian - все одно що мікс Queen з Metallica. Стиль групи зазнав впливу як класичних рок-груп, таких як Queen і Jethro Tull, так і сучасних груп-металістів, особливо Helloween, Metallica та Iron Maiden. Основна частина музики Blind Guardian пишеться авторським дуетом Андре Ольбріха і Ганзі Кюрша, хоча декілька пісень написані за участю Зіпена і Штауха. Емке і Хольцварт пісень не писали.
На ранніх альбомах Blind Guardian виконували музику в стилі спід-метал: швидкісну, важку, агресивну. Вокал Кюрша був різким і хрипким. Ганзі застосовує техніку виконання, відому як "розщеплювання голосу", яка дозволяє видавати різкіший звук. Частий ритм барабанів і мелодійні гітарні програші між куплетами також були частиною стилю групи в той період.
З подальшим розвитком, Blind Guardian зробили своєю візитною карткою хоровий бек-вокал і багатоголосі вокальні гармонії. У студійному записі голос Ганзі багаторазово перенакладався сам на себе, через що рядки тексту перехрещувалися, роблячи неможливим виконання пісень в тому ж вигляді наживо. На концертах, як правило, ці партії виконуються Андре і Маркусом як бек-вокалістами. Ще одна унікальна риса музики Blind Guardian - мелодії куплетів частенько не повторюються. Кожен куплет в їх піснях, як правило, має власну мелодію, а повторюється тільки приспів. У більшості інших груп усі куплети усередині однієї пісні співаються на один мотив.

## Учасники гурту

### Теперішні
- Ганзі Кюрш (Hansi Kürsch) — вокал (1985 -)
- Андре Ольбріх (André Olbrich) — гітара (1985 -)
- Маркус Зіпен (Marcus Siepen) — гітара (1987 -)
- Фредерік Емке (Frederik Ehmke) — ударні (2005 -)

### Колишні
- Томас Штаух (Thomas Stauch) — ударні (1986—2005)
- Маркус Дорк (Markus Dörk) — гітара (Lucifer’s Heritage; 1985—1986)
- Крістоф Тайссен (Christoph Theissen) — гітара (Lucifer’s Heritage; 1986—1987)
- Ханс-Пітер Фрей (Hans-Peter Frey) — ударні (Lucifer’s Heritage; 1985—1987)
- Томас Келлєнерс (Thomas Kelleners) – вокал (1984)

## Дискографія

### Демострічки
- 1985: Symphonies Of Doom (5-Track-Demotape)
- 1986: Battalions Of Fear (5-Track-Demotape)

### Студійні диски
- 1988: Battalions Of Fear
- 1989: Follow the Blind
- 1990: Tales from the Twilight World
- 1992: Somewhere Far Beyond
- 1995: Imaginations from the Other Side
- 1998: Nightfall in Middle-Earth
- 2002: A Night At The Opera
- 2006: A Twist in the Myth
- 2010: At the Edge of Time
- 2015: Beyond the Red Mirror
- 2019: Legacy of the Dark Lands
- 2022: The God Machine